# 企鹅唱片指南
《企鹅唱片指南》（英語：The Penguin Guide To Recorded Classical Music），原「企鹅激光唱片指南」（英語：The Penguin Guide to Compact Discs）是由英国企鹅出版公司出版的广受欢迎的年度古典音乐唱片评价书籍。它是由伊万·马奇、爱德华·格林菲尔德、罗伯特·莱顿三人编写而成。
指南主要評選歐、美的唱片品牌，包括Conifer、Decca、EMI，法國的Harmonia Mundi，東歐的Supraphon、Hungaroton，以及英國本地的Chandos、Hyperion等等。
企鹅唱片指南以星号作为分级标准，1至3颗星分别代表唱片演奏不错（Fair）、优秀（Good）、极佳（Outstanding）三个等级。特别出色的唱片在三颗星之外还会冠上一朵花，即「三星带花」。

## 作者
- 伊万·马奇（英语：Ivan March）：音樂家，後轉職記者
- 爱德华·格林菲尔德（英语：Edward Greenfield）：《衛報》樂評
- 罗伯特·莱顿（英语：Robert Layton (musicologist)）：作家

## 評選標準
誠如前述，此份指南以三等星級對各錄音提出判准，同時也附上基本的情報，例如該唱片的市場定位與價位（中價位以及以下）等等。
關於其三等星級，作者群提出詳細的說明：
- 三星：演奏、錄製等各方面盡皆傑出的表現
- 二星：以當今的標準而言，堪稱優秀
- 一星：持平且可接受

以上的判準是基於唱片的整體表現而做出的評估，如果該張唱片收有一首以上的主要曲目，或者由不同的作曲家所著，像這樣的情況便會被提出，並特別予以評比。
至於所謂的「帶花」（Rosette，由一花環🏵表示），表示該錄音有其不可忽略的特色，使之冠於其於同類型的作品。此一標準獨立於前述的三等評比，更多地代表作者群的個人意見，但經常也能相當程度地反映大眾審美。